# Dzwony (Rachmaninow)
Dzwony, op. 35 (ros. Колокола) to tytuł symfonii chóralnej Siergieja Rachmaninowa na tenor, sopran, baryton, chór i orkiestrę symfoniczną, skomponowanej w latach 1912–1913.
Inspiracją do napisania utworu, uważanego przez kompozytora za swoje najlepsze dzieło, był poemat Dzwony Edgara Allana Poego w tłumaczeniu Konstantina Balmonta, wysłany Rachmaninowowi przez uczennicę i wielbicielkę kompozytora, Marię Daniłową. Tematyka poematu podziałała na wyobraźnię kompozytora, od wczesnego dzieciństwa zafascynowanego dźwiękiem cerkiewnych dzwonów oraz ich obecnością w najważniejszych momentach życia każdego Rosjanina i zaowocowała symfonią chóralną napisaną w latach 1912–1913 częściowo w Rzymie, częściowo w rosyjskiej posiadłości Rachmaninowa. Premiera utworu (pod batutą kompozytora) odbyła się w listopadzie 1913 roku w Sankt-Petersburgu. Utwór został opublikowany w 1920, natomiast wersja poprawiona ukazała się w 1936.
Symfonia składa się z czterech części:
- I Allegro ma non tanto (tenor z towarzyszeniem chóru i orkiestry) – dźwięk srebrnych dzwoneczków przy saniach metaforą młodości,
- II Lento (sopran z towarzyszeniem chóru i orkiestry) – dźwięk złotych dzwonów weselnych metaforą miłości,
- III Presto (chór z orkiestrą) – dźwięk mosiężnych dzwonów alarmowych metaforą strachu i zagrożenia,
- IV Lento lugubre (baryton lub bas z towarzyszeniem chóru i orkiestry) – dźwięk żelaznych dzwonów pogrzebowych metaforą śmierci.